# Трафимович, Татьяна Ивановна
Татьяна Ивановна Трафимович — Герой Социалистического Труда.

## Биография
Татьяна Ивановна Трафимович родилась 28 января 1930 года в деревне Крупец Добрушского района Гомельской области.
Образование неполное среднее. Замужем. Муж — Трафимович Иван Иосифович, участник Великой Отечественной войны. Имела четверых детей. Отец Бондаренко Иван Поликарпович, кузнец, участник Великой Отечественной войны, погиб в последние дни войны. Мать Бондаренко Ольга Андреевна, работник сельского хозяйства.
Свою трудовую деятельность Татьяна Ивановна начала с четырнадцати лет колхозницей в посёлке Апполоновка Гомельского района.
С 1962 года трудилась оператором машинного доения коров на племзаводе «Носовичи» Добрушского района. В совершенстве овладела своей профессией. Благодаря большому трудолюбию, применению передовых форм и методов труда Татьяна Ивановна из года в год добивалась высоких производственных показателей. Среднегодовой надой молока от каждой закреплённой коровы в девятой пятилетке составил 5770 килограммов.
Включившись во Всесоюзное социалистическое соревнование за досрочное и качественное выполнение планов десятой пятилетки, Татьяна Ивановна взяла повышенные обязательства и успешно реализовала их. В 1976 году она надоила от каждой коровы своей группы по 6122 килограмма, а в 1978 году — по 6291 килограмму.
Неоднократно являлась победителем социалистического соревнования.
При непосредственном участии Татьяны Ивановны были изысканы средства на строительство дороги от автомагистрали Добруш — Тереховка до деревни Носовичи. Немало её усилий было вложено в возведение высокомеханизированного молочного комплекса.
В 1975 году издательством «Урожай» в серии «Герои девятой пятилетки» была опубликована брошюра «Мой вклад в пятилетку», автором которой являлась Татьяна Ивановна Трафимович.
Своё мастерство и знания Т. И. Трафимович передавала молодым животноводам. Она обучила специальности оператора машинного доения коров более двадцати молодых рабочих, среди которых Герой Социалистического труда Константин Александрович Хлебцов.
С 1973 года являлась членом Коммунистической партии Советского союза.
Татьяна Ивановна активно участвовала в общественной работе. Она являлась депутатом Совета Национальностей Верховного Совета СССР от Гомельского сельского избирательного округа Белорусской ССР (1979 год), депутатом Верховного Совета БССР от Добрушского сельского избирательного округа (1971 год), депутатом Гомельского областного Совета народных депутатов, членом Добрушского райкома КП Белоруссии, членом ЦК профсоюза работников сельского хозяйства и заготовок.
Умерла на 87-м году жизни 11 ноября 2016 года от сердечной недостаточности.

## Награды
За выдающиеся трудовые успехи была удостоена высокого звания Героя Социалистического труда с вручением ордена Ленина и золотой медали «Серп и молот» (Указ Президиума Верховного Совета СССР от 6 сентября 1973 года).
Указом Президиума Верховного Совета СССР от 6 июня 1945 года награждена медалью «За доблестный труд в Великой Отечественной войне 1941—1945 гг.».
От имени Президиума Верховного Совета СССР 18 апреля 1970 года награждена юбилейной медалью «За доблестный труд. В ознаменование 100-летия со дня рождения Владимира Ильича Ленина».
В период с 1970 года по 1975 год был награждена тремя золотыми медалями ВДНХ «За успехи в народном хозяйстве СССР» и дорогим подарком — легковым автомобилем.
Указом Президиума Верховного Совета СССР от 8 апреля 1971 года награждена орденом Ленина.
От имени Президиума Верховного Совета СССР 18 октября 1977 года вручена медаль «Тридцать лет Победы в Великой Отечественной войне 1941—1945 гг.».
Указом Президиума Верховного Совета СССР от 26 марта 1982 года награждена орденом Дружбы народов.
Постановлением Совета Министров СССР от 24 июня 1985 года № 16 назначена персональная пенсия (является персональным пенсионером союзного значения).
За долголетний доблестный труд от имени Президиума Верховного Совета СССР решением Гомельского областного исполкома Совета народных депутатов от 9 декабря 1985 года награждена медалью «Ветеран труда».
6 октября 1988 года была награждена почётной грамотой агропромышленного комитета Гомельской области и обкома профсоюза работников АПК за высокие производственные показатели в социалистическом соревновании в связи с праздником «Серп и молот», посвящённого 70-летию образования БССР и Компартии Белоруссии.
В 2000 году вручён знак «Ветеран войны 1941—1945 гг.».
19 августа 2004 года награждена юбилейной медалью «60 год вызвалення Рэспублікі Беларусь ад нямецка-фашысцкіх захопнікаў».
22 августа 2005 года награждена юбилейной медалью «60 лет Победы в Великой Отечественной войне 1941—1945 гг.».
15 января 2008 года была награждена юбилейной почётной грамотой Гомельского областного Совета депутатов и Гомельского областного исполнительного комитета в честь 70-летия со дня образования Гомельской области.
В 2013 году была награждена юбилейной почётной грамотой Гомельского областного Совета депутатов и Гомельского областного исполнительного комитета в честь 75-летия со дня образования Гомельской области.
17 июня 2014 года награждена юбилейной медалью «70 год вызвалення Рэспублікі Беларусь ад нямецка-фашысцкіх захопнікаў».
11 февраля 2015 года награждена юбилейной медалью «70 лет Победы в Великой Отечественной войне 1941—1945 гг.».